# Pierre Vaneck
Pierre Vaneck, all'anagrafe Pierre Auguste Van Hecke (Lạng Sơn, 15 aprile 1931 – Parigi, 31 gennaio 2010), è stato un attore francese di origine belga.

## Biografia
Figlio del generale di brigata Augustus Van Hecke e di Emma Jannsens, sposò Sophie Becker, figlia del regista Jacques Becker e sorella di Jean Becker. Due dei suoi nipoti, Aurélie e Thibaud Vaneck, sono attori della serie televisiva di successo Plus belle la vie, diffusa da France 3. Principalmente uomo di teatro, recitò comunque in numerosi film (Si Paris nous était conté) e telefilm (La piovra 3, Les Cœurs brûlés). Fu anche amico di Albert Camus e di Jean Vilar. È morto a Parigi nel 2010, all'età di 78 anni, in seguito ad un intervento cardiaco.

## Filmografia parziale
- Marianne de ma jeunesse, regia di Julien Duvivier (1955)
- Colui che deve morire (Celui qui doit mourir), regia di Jules Dassin (1957)
- La notte degli sciacalli (La Moucharde), regia di Guy Lefranc (1958)
- La venere della gang (Una Balle dans le canon), regia di Michel Deville, Charles Gérard (1958)
- La morta stagione dell'amore (La morte-saison des amours), regia di Pierre Kast (1961)
- Amori celebri (Amours célèbres), regia di Michel Boisrond (1961)
- Quello che spara per primo (Un nommé La Rocca), regia di Jean Becker (1961)
- Antologia sessuale (Vacances portugaises), regia di Pierre Kast (1963)
- Parigi brucia? (Paris brûle-t-il?), regia di René Clément (1966)
- Amare per vivere (L'Étrangère), regia di Sergio Gobbi (1968)
- L'ironia della sorte (L'Ironie du sort), regia di Édouard Molinaro (1974)
- Commando d'assalto ( La Légion saute sur Kolwezi), regia di Raoul Coutard (1980)
- La medusa (L'Année des méduses), regia di Christopher Frank (1985)
- Othello, regia di Oliver Parker (1995)
- Ritratto nella memoria (The Proprietor), regia di Ismail Merchant (1996)
- Furia, regia di Alexandre Aja (1999)
- L'arte del sogno (La Science des rêves), regia di Michel Gondry (2006)

## Riconoscimenti
- Premio Molière 1988 come miglior attore non protagonista per Le Secret
- Prix du Syndicat de la critique 2003 come miglior attore per Ritter, Dene, Voss